# Монтеаперті
Монтеаперті (італ. Monteaperti) або Монтаперті (італ. Montaperti) — село в Тоскані в центральній Італії. Адміністративно є фракцією комуни Кастельнуово-Берарденга, провінція Сієна.

## Опис

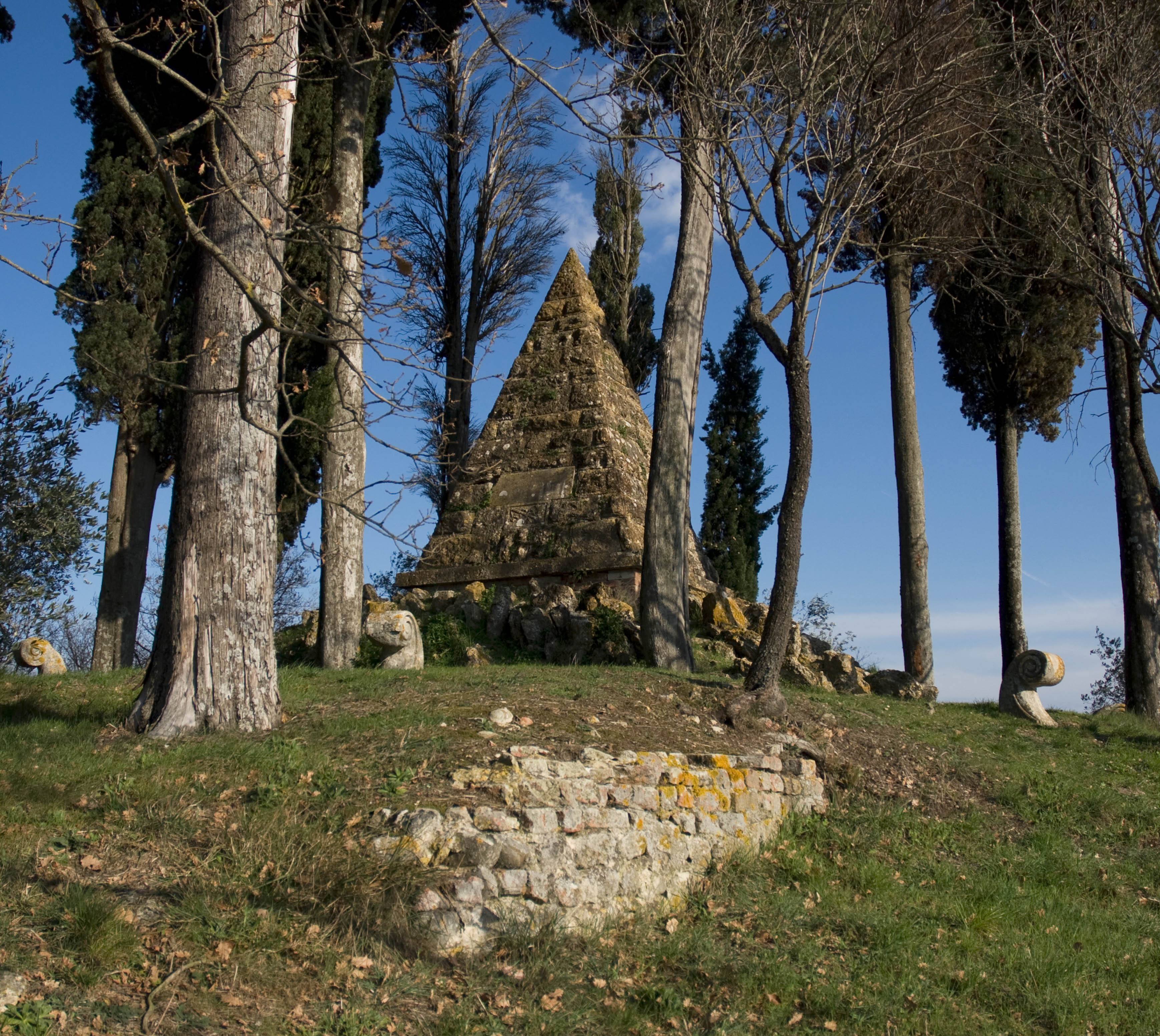
Меморіал битви біля Монтапетрі (1260)

На момент перепису 2001 року населення села становило 465 осіб. Монтеаперті розташоване в 12 км від Сієни та 8 км від Кастельнуово-Берарденга.

## Історія

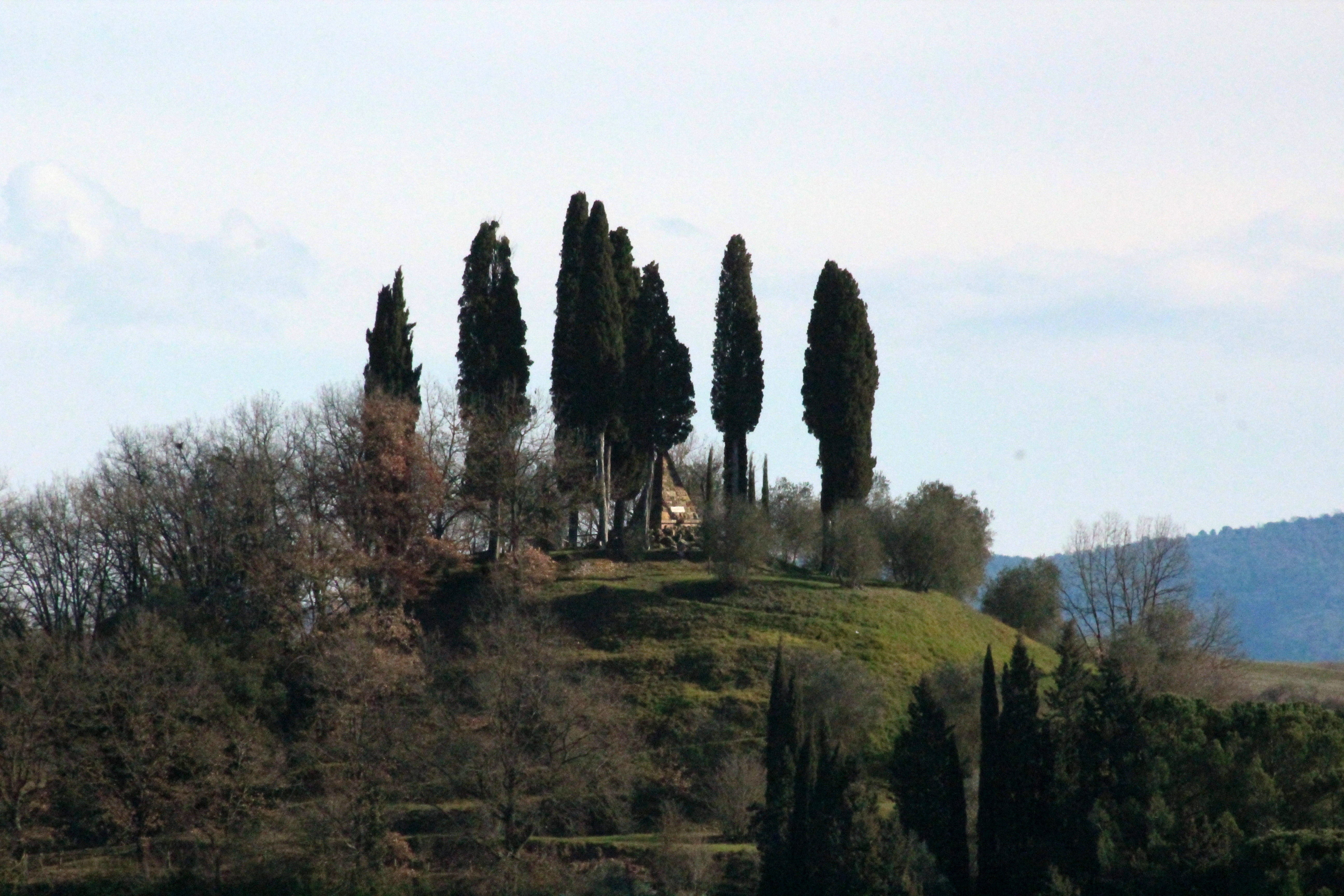
Меморіал битви біля Монтапетрі (1260)

Римляни побудували тут дуже великий (550 х 100 м) стадіон (цирк), силует якого видно з повітря.
Місце відоме тим, що в 1260 році стало місцем битви при Монтаперті між Республікою Флоренція та Республікою Сієна.